# Сухопечаевка
Сухопечаевка — опустевшее село в Нижнеломовском районе Пензенской области России. Входит в состав Верхнеломовского сельсовета.

## География
Село находится в северо-западной части Пензенской области, в пределах Керенско-Чембарской возвышенности, в лесостепной зоне, к северу от реки Вязовки, на расстоянии примерно 16 километров (по прямой) к западу-северо-западу от города Нижний Ломов, административного центра района. Абсолютная высота — 203 метра над уровнем моря.

### Климат
Климат характеризуется как умеренно континентальный, с холодной продолжительной зимой и тёплым летом. Средняя температура воздуха самого тёплого месяца (июля) — 19,1 — 19,5 °C; самого холодного (января) — −13,3 — −11,3 °C. Продолжительность безморозного периода 125—144 дней. Период активной вегетации длится около 141 дня. Среднегодовое количество атмосферных осадков составляет 520 мм, из которых большая часть выпадает в тёплый период. Снежный покров устанавливается в конце ноября и держится в течение 140 дней.

### Часовой пояс
Село Сухопечаевка, как и вся Пензенская область, находится в часовой зоне МСК (московское время). Смещение применяемого времени относительно UTC составляет +3:00.

## Население
| 1746  | 1795 | 1864 | 1877  | 1897  | 1911  | 1926  |
| ----- | ---- | ---- | ----- | ----- | ----- | ----- |
| 356   | ↗594 | ↗863 | ↗1000 | ↗1073 | ↗1190 | ↘1075 |
| 1930  | 1939 | 1959 | 1979  | 1989  | 1996  | 2002  |
| ↗1182 | ↘888 | ↘399 | ↘135  | ↘64   | ↘56   | ↘39   |
| 2010  |      |      |       |       |       |       |
| ↘7    |      |      |       |       |       |       |

На 2022 год постоянное население деревни отсутствует, все дома заброшены.

### Национальный состав
Согласно результатам переписи 2002 года, в национальной структуре населения русские составляли 97 % из 39 чел.